# L'Évadé de l'an II
L'Évadé de l’an II est le quatrième roman de la série Les Conquérants de l'impossible écrite par Philippe Ébly. Ce roman a été édité pour la première fois en 1973 chez Hachette dans la collection Bibliothèque verte.
Le récit évoque la tentative faite par trois jeunes aventuriers temporels de faire évader le jeune Louis XVII de la prison du Temple, à la fin de l'année 1793. Le roman se déroule donc à Paris, dans les années 1970 (prologue et épilogue) et dans les années 1790 (aventures).

## Résumé
- Mise en place de l'intrigue (« prologue »)

Serge, Thibaut et Xolotl sont invités chez Mme d'Antignac, une riche baronne installée à Paris. Elle a également invité son neveu, le professeur Auvernaux qui se présente comme un ami du professeur Lorenzo avec qui les Conquérants ont vécu l'aventure de L'Éclair qui effaçait tout. Lors du dîner, Mme d'Antignac relate en détail certains épisodes marquants de la Révolution française, sujet qui la passionne. Elle insiste notamment sur le sort de la famille royale et plus particulièrement sur celui du Dauphin, qui était destiné à devenir Louis XVII et qui mourra en fait en prison à l'âge de dix ans. Mme d'Antignac le présente comme un enfant balloté par les événements et promis à une fin très triste. C'est alors que le professeur Auvernaux prend le relais et propose aux trois Conquérants de partir dans le passé, en 1793, pour y faire évader le Dauphin de la tour-prison du Temple et lui permettre de vivre une « vie normale ».
- Aventures en décembre 1793 et janvier 1794 (chapitres 1 à 18)

Ayant accepté la proposition, les trois jeunes gens se retrouvent dans la Forêt d'Halatte le 1er nivôse de l'an II (21 décembre 1793), en pleine Terreur révolutionnaire ; ils ont un mois pour réussir leur mission. 
Pendant cette période, ils y rencontrent principalement trois personnages :
- Mme Brécourt, l'aubergiste qui leur loue une chambre meublée au dernier étage ;
- M. Ferrières, leur voisin ivrogne, écrivain public ;
- Mme Clouet, la blanchisseuse qui lave habituellement le linge des gardes de la prison du Temple. Serge parvient à se faire embaucher auprès d'elle.

Ils finissent par échafauder un plan d'action et le mettent à exécution.
Serge rédige une fausse lettre censée provenir du secrétariat de Saint-Just, convoquant Mme Clouet pour audition. Il la remet à sa patronne et Mme Clouet le charge d'aller au Temple sans elle. Une fois Mme Clouet partie, Serge et Tibaut se rendent à la prison. Serge se grime en femme et se fait passer pour Mme Clouet. Les deux compères pénètrent dans la prison, endorment les gardes avec un pistolet hypodermique, s'emparent du Dauphin Louis, ressortent de la prison sans encombre. Ils rejoignent Xolotl. Le trio et leur jeune prisonnier quittent Paris avec une carriole et un cheval.
Ils revendent la carriole et le cheval près de Compiègne, afin de laisser croire qu'ils ont pris cette route, et rejoignent Senlis. Ils campent dans la forêt.
Mais Thibaut jette un doute dans l'esprit de Serge : leur jeune prisonnier est-il réellement le Dauphin Louis ? Pourquoi celui-ci ne se comporte-t-il pas avec noblesse ?
Serge recherche une famille d'accueil et a renommé l'enfant d'un prénom courant à l'époque révolutionnaire : « Jean-Marie ». Par chance il entend parler dans le village de Chamant des époux Hervagault, qui se désolent de ne pas avoir d'enfant. Serge « sonde » le docteur Hervagault et lui révèle la vérité sur l'identité du garçon. Hervagault commence par refuser d'adopter « Jean-Marie », mais lorsqu'il voit son épouse heureuse d'être avec le garçon, il change d'avis : le couple va adopter l'enfant.
Le lendemain, les trois aventuriers regagnent la porte temporelle et, quittant le 30 nivôse de l'an II (19 janvier 1794), rejoignent leur époque de départ.
- Dénouement et révélations finales (épilogue)

De retour chez Mme d'Antignac, celle-ci se montre très émue du récit et retrouve dans sa bibliothèque le passage d'un livre d'histoire sur la Révolution relatant qu'un homme mort à Bicêtre avait juré sur son lit de mort qu'il était le Dauphin. Cet homme répondait au nom de Jean-Marie Hervagault.

## Les différentes éditions
- 1973 : Hachette, Bibliothèque verte, cartonné, texte original, illustrations d'Yvon Le Gall. 184 pages.
- 1987 : Hachette, Bibliothèque verte, cartonné (série hachurée), texte original. Illustrations d'Yvon Le Gall. 162 pages.
- 1993 : Hachette, Bibliothèque verte, format poche souple, texte original. Illustrations d'Erik Juszezak. 222 pages  (ISBN 2-01-021329-7).
- 2003 : Éditions Degliame, souple, texte original. Illustrations de Philippe Munch, 161 pages.  (ISBN 2-914088-34-5)

## Les « faux dauphins » auXIXesiècle
Plusieurs « faux dauphins » ont fait l'objet de l'attention des autorités au XIXe siècle :
- Jean-Marie Hervagault,
- Mathurin Bruneau,
- le baron de Richemont,
- Karl-Wilhelm Naundorff.